# HZ (Zeichenkodierung)
HZ ist eine Zeichenkodierung der chinesischen Schrift und ist in RFC 1843 beschrieben. Sie entspricht vom Zeichenumfang her GB2312, benutzt aber zum Kodieren nur die druckbaren 7-Bit-Zeichen des ASCII-Zeichensatzes und ist für Mails und das Usenet bestimmt, wo zum Zeitpunkt der Einführung 1989 nur 7-Bit-Postings erlaubt waren.
HZ ist standardmäßig im 7-bittigen ASCII-Modus, in HZ kodierte Texte, die nur ASCII-Zeichen verwenden, sind damit gültige und lesbare ASCII-Texte. Die Tilde ~ startet eine Escape-Sequenz: ~ und danach das Steuerzeichen für „neue Zeile“ beginnt eine neue Zeile, ~~ stellt die Tilde selbst dar, und ~{ schaltet in den GB-Modus um. Der GB-Modus ist 16-bittig, wobei das erste Byte ein Zeichen im Bereich 0x21-0x77 ist, das zweite Byte kann dann ein beliebiges druckbares ASCII-Zeichen sein. Die Escapesequenz ~} (eine ungültige GB-Sequenz) schaltet wieder zurück in den ASCII-Modus.
Der erste HZ-Dekodierer wurde vom Erfinder der Kodierung 1989 für Unix geschrieben, erst später wurden auch andere Betriebssysteme unterstützt.
Da jetzt meist auch 8-Bit-Zeichen in Mails erlaubt sind, wird HZ nicht mehr benutzt.